# DirecTV-1
O DirecTV-1 (também conhecido por DBS-1) foi um satélite de comunicação geoestacionário construído pela Hughes, ele estava localizado na posição orbital de 143.8 graus de longitude oeste e era operado pela DirecTV. O satélite foi baseado na plataforma HS-601 e sua expectativa de vida útil era de 10 anos.

## Lançamento
O satélite foi lançado com sucesso ao espaço no dia 18 de dezembro de 1993, por meio de um veículo Ariane-44L H10+, a partir do Centro Espacial de Kourou na Guiana Francesa, juntamente com o satélite Thaicom 1. Ele tinha uma massa de lançamento de 2.860 kg.

## Capacidade e cobertura
O DirecTV-1 era equipado com 16 transponders em banda Ku para fazer difusão de TV de alta resolução; para os Estados Unidos e os países do hemisfério ocidental.